# Tandem-Werkzeug
Ein Tandem-Werkzeug ist ein speziell aufgebautes Werkzeug für die Kunststoffteile-Produktion im Spritzgießverfahren.
Der Sinn des Einsatzes besteht neben der Leistungssteigerung in der Möglichkeit, Familienteile präziser und einzeln in die jeweiligen Kavitäten zu steuern, in denen die Teile abgeformt werden.
Die die Ausbringmenge an einer Maschine kann signifikant gesteigert werden, ohne eine größere mit höherer Schließkraft ausgestatteter Maschine einsetzten zu müssen. Die Bauteilqualität kann so in einem 3-Platten-Werkzeug gezielt beeinflusst werden.

## Funktion
Der Aufbau ist dem klassischen Werkzeug ähnlich. Es gibt die Anguss-Seite, die Auswerfer-Seite und die Kavitäten. Das Werkzeug ist ein 3-Platten-Werkzeug. Es befinden sich jeweils eine Kavität an jeder der zwei Trennebenen. Die Trennebene ist die gedachte Fläche zwischen der Negativ- und Positiv-Form. Die Angüsse können je nach Belieben heiß oder kalt ausgeführt sein. Die Wirtschaftlichkeit wird dadurch erreicht, dass die Maschinen-Totzeit (Zeit in der die Maschine steht, also die Zeit in der das Kunststoffteil erkaltet) ebenfalls genutzt wird. Durch die zwei Kavitäten ist es möglich, dass zuerst die erste Kavität gespritzt wird. Während diese abkühlt, wird die andere Kavität gefüllt. Nun wird über ein Verschlusssystem die zweite Kavität zugehalten und die erste kann auffahren. In dieser Zeit erkaltet die zweite. Der Prozess fängt wieder von vorne an.
Benötigt wird eine normale Spritzgussmaschine. Diese muss nur über eine spezielle Tandem-Software verfügen. Außerdem wird ein 3-Platten-Werkzeug mit zwei Trennebenen und zwei Kavitäten benötigt.